# Bnei Ayish
Bnei Ayish (en hébreu: בְּנֵי עַיִ"שׁ), est une ville israélienne de 7 600 habitants, dans le District centre d'Israël, elle se trouve à une dizaine de kilomètres de Ashdod et est limitrophe de Guedera .